# Rise of a Digital Nation
Rise of a Digital Nation – piąty album szwedzkiego zespołu Machinae Supremacy. Dzięki zdobyciu najwyżej ilości głosów, w ankiecie na Facebooku został wypromowany na kontrowersyjnym portalu The Pirate Bay. Przez 2 dni na stronie głównej wyświetlany był banner który przenosił na stronę albumu
Wydany w 2013 roku teledysk do utworu „All of My Angels” powstał z okazji obchodów 50-lecia istnienia serialu Doktor Who i nawiązuje do antagonistów głównego bohatera serialu, Płaczących Aniołów.
Jonas Rörling wykonuje główny wokal podczas wersetów w "Laser Speed Force"

## Lista utworów
Opracowano na podstawie materiału źródłowego.
1. "All of My Angels"
2. "Laser Speed Force"
3. "Transgenic"
4. "Rise of a Digital Nation"
5. "Pieces"
6. "Cyber Warfare"
7. "Republic of Gamers"
8. "Battlecry"
9. "99"
10. "Hero"